# 贝尔松
贝尔松（法語：Berson，法語發音：[bɛʁsɔ̃]）是法国吉伦特省的一个市镇，属于布莱区。

## 地理
贝尔松（45°6'29"N, 0°35'12"W）面积17.98 平方千米，位于法国新阿基坦大区吉倫特省，该省份为法国西南部沿海省份，是法國本土面积最大的省，北起滨海夏朗德省，西临大西洋，南至朗德省，东南接洛特-加龍省，东临多爾多涅省。
与贝尔松接壤的市镇（或旧市镇、城区）包括：圣保罗、圣特罗让、卡尔、普拉萨克、圣克里斯托利-德布莱、圣西耶德卡内斯、圣吉龙代盖维韦、特亚克。
贝尔松的时区为UTC+01:00、UTC+02:00（夏令时）。

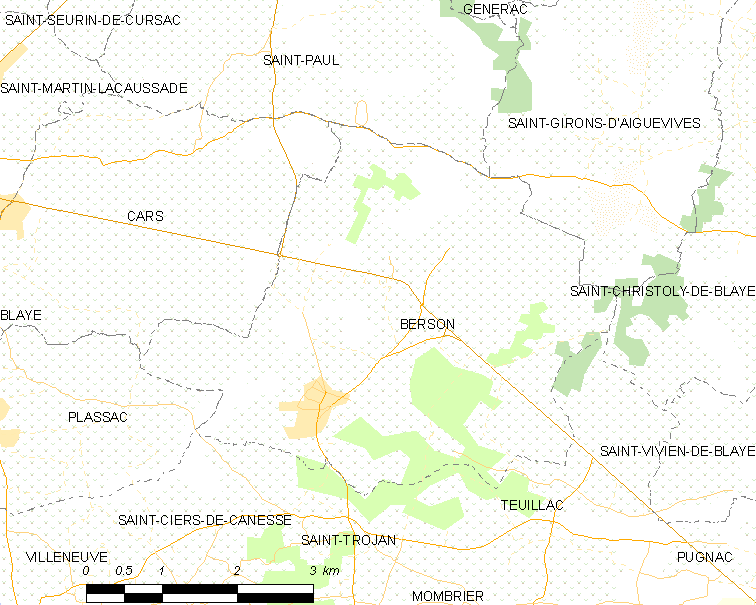
贝尔松的OSM定位图

## 行政
贝尔松的邮政编码为33390，INSEE市镇编码为33047。

## 政治
贝尔松所属的省级选区为河口县。

## 人口

1962-2008年间贝尔松人口变化图示

贝尔松于2022年1月1日时的人口数量为1833人。